# Aiguanegra (Sant Joan les Fonts)
Aiguanegra és una masia de Sant Joan les Fonts (Garrotxa) inclosa a l'Inventari del Patrimoni Arquitectònic de Catalunya.

## Descripció
L'estada de la nissaga dels Aiguanegra està ubicada dalt d'un turó. El conjunt està format per la casa pairal, l'era i la casa dels masovers. Aquestes construccions han estat molt modificades en el decurs dels anys i actualment només conserva de la seva primitiva fàbrica el porxo d'accés al recinte cobert per voltes d'arestes i sostingut per tres arcades de mig punt. Aquesta part correspon a una ampliació feta a mitjans del segle passat.
Hi ha una roda de l'antic molí d'el casal d'Aiguanegra: Recolzada en els murs del casal d'Aiguanegra es conserven les velles rodes del molí que anys enrere servia per moldre el blat. Per la ubicació del mas, lluny de les aigües fluvials, el molí devia ser de tracció animal.
Molins d'aquesta mateixa tipologia es troben en el casal Rovira de Cortals a Begudà, El Ventós, ubicada en els darrers contradorts de Sant Julià del Mont i altres masos de la comarca. A Aiguanegra hi podem veure dues rodes. La roda gran amida 66 cm de radi i la roda petita 26 cm de radi. La llinda del porxo d'entrada, en una finestra del porxo d'accés al recinte del casal, porta inscrit "M E F E C I T G I L J O S E P H", "T O R R A S A I G U A N E G R A" i "A N Y 1837".

## Història
Quan els senyors alodials d'Aiguanegra, Alemanda d'Aiguanegra i el seu espòs Dalmau del Serrat, van vendre el domini directe de la casa d'Aiguanegra en el prevere Bartomeu Felò, el 21 de desembre de 1374 es feu constar en l'escriptura de venta que habitaven la casa d'Aiguanegra en Francesc Malagelada i la seva esposa Elisenda d'Aiguanegra; així, posseïa en cens enfitèutic la propietat d'Aiguanegra uan família que, seguint la costum de l'època havia pres el nom del mas que els havia estat establert. A la mort del prevere el domini directe del mas va passar al benefici que creà a l'altar de S.S Corpus Cristi de l'església de Sant Salvador de Castellfollit; també tributaren al priorat de Sant Joan les Fonts i als senyos jurisdiccionals de Castellfollit. S'han trobat hereus d'aquest mas des de l'any 1328 amb Guilleuma, fins a l'actual propietari.